# Мэйфилд, Перси
Перси Мэйфилд (англ. Percy Mayfield; 12 августа 1920, Минден, Луизиана — 11 августа 1984, Лос-Анджелес, Калифорния) — американский исполнитель ритм-н-блюз. Известен как автор песен Please Send Me Someone to Love и Hit the Road Jack, последняя получила известность в исполнении Рэя Чарльза.

## Биография
Мэйфилд родился в Миндене, штат Луизиана. Поэтический талант у него проявился в юности. Он начал исполнять в Техасе, но затем переехал в Лос-Анджелес в 1942 году. В 1947 году звукозаписывающий лейбл Swing Time Records подписал с Перси контракт на запись его песни «Два года пыток» (англ. Two Years of Torture) с группой, в которую входили саксофонист Максвелл Дэвис, гитарист Чак Норрис и пианист Уиллард Макдэниэл. Пластинка получила популярность в последующие несколько лет, из-за чего Арта Рупа и его лейбл Specialty Records подписали контракт с Мэйфилдом в 1950 году.
Его песня Please Send Me Someone to Love стала хитом в конце 1950 года, попав на первое место в американском R&B чарте. За этим последовала череда из шести R&B-хитов, вошедших в топ-10, таких как Lost Love и The Big Question.
В 1952 году, на пике своей популярности, Мэйфилд серьёзно пострадал в автокатастрофе, когда возвращался с выступления в Лас-Вегасе в Лос-Анджелес в качестве пассажира на переднем сиденье автомобиля. Автомобиль врезался в заднюю часть неподвижного грузовика, и Мэйфилда завалило обломками. Хотя на месте происшествия его объявили мёртвым, в конце концов он поправился, проведя два года в больнице. Происшествие изуродовало его лицо, из-за чего Перси прекратил карьеру певца.
Начиная с 1961 года Рэй Чарльз записывал песни Перси и записал по меньшей мере 15 его песен.
Перси Мэйфилд умер от сердечного приступа 11 августа 1984 года у себя дома в Лос-Анджелесе, за день до своего 64-го дня рождения. На его похоронах Литл Ричард исполнил песни Thank You, Jesus и Swing Low, Sweet Chariot.

## Дискография

### Альбомы
| Год  | Альбом                              | Лейбл             |
| ---- | ----------------------------------- | ----------------- |
| 1966 | My Jug and I                        | Tangerine Records |
| 1969 | Walking on a Tightrope              | Brunswick Records |
| 1970 | Weakness Is a Thing Called Man      | RCA Victor        |
| 1970 | Percy Mayfield Sings Percy Mayfield | RCA Victor        |
| 1971 | Blues… and Then Some                | RCA Victor        |
| 1971 | Bought Blues                        | Tangerine Records |
| 1983 | Hit the Road Again                  | Timeless Records  |

### Синглы
| Год  | Сингл                                                     | Высшая позиция в чартах | Высшая позиция в чартах |
| Год  | Сингл                                                     | US Pop                  | US R&B                  |
| ---- | --------------------------------------------------------- | ----------------------- | ----------------------- |
| 1950 | Please Send Me Someone to Love / Strange Things Happening | 26 —                    | 1 7                     |
| 1951 | Lost Love                                                 | —                       | 2                       |
| 1951 | What a Fool I Was                                         | —                       | 8                       |
| 1951 | Prayin' for Your Return                                   | —                       | 9                       |
| 1952 | Cry Baby                                                  | —                       | 9                       |
| 1952 | The Big Question                                          | —                       | 6                       |
| 1963 | River's Invitation                                        | 99                      | 25                      |
| 1970 | To Live the Past                                          | —                       | 41                      |
| 1974 | I Don't Want to Be the President                          | —                       | 64                      |